# 沿岭乡
沿岭乡，是中华人民共和国甘肃省临夏回族自治州东乡族自治县下辖的一个乡镇级行政单位。

## 行政区划
沿岭乡下辖以下地区：
大沿村、和平村、新星村、红崖村和毛柴子村。